# Dipartimento di Islas de la Bahía
Il dipartimento di Islas de la Bahía è un dipartimento dell'Honduras settentrionale avente come capoluogo Roatán, formato dalle Islas de la Bahía vere e proprie (Roatán, Guanaja e Útila), che formano il nucleo principale, le isole Cayos Cochinos, a sud-ovest e più vicine alla costa del continente, e le Islas del Cisne (Isole del cigno) a nord-est.
Il dipartimento di Islas de la Bahía comprende 4 comuni:
- Guanaja
- José Santos Guardiola
- Roatán
- Útila